# Boogie-woogie
Boogie-woogie é um gênero de blues que se popularizou no final da década de 1920, embora já estivesse em desenvolvimento nas comunidades afro-americanas desde a década de 1870. Com o tempo, foi expandido do piano solo para duetos e trios de piano, guitarra, big bands, country e gospel. Enquanto o blues tradicional expressa uma variedade de emoções, o boogie-woogie é principalmente uma música para dançar (embora normalmente não seja tocada para a dança competitiva conhecida como boogie-woogie, um uso mais conveniente do termo nesse esporte). O gênero teve uma influência significativa no rhythm and blues e no rock and roll.
O boogie-woogie perdeu popularidade na década de 1930, mas teve um renascimento e seu maior reconhecimento na década de 1940, alcançando públicos ao redor do mundo. Entre os artistas mais famosos estava o "Boogie Woogie Trio", formado por Pete Johnson, Albert Ammons e Meade "Lux" Lewis. Outros pianistas célebres do auge do estilo incluem Maurice Rocco e Freddie Slack. Também houve muitas pianistas mulheres notáveis nesse período, como Hadda Brooks, Winifred Atwell, Martha Davis e Hazel Scott, além de nomes posteriores como Katie Webster.

## Características musicais

O boogie-woogie é caracterizado por uma linha de baixo regular tocada com a mão esquerda, que é transposta conforme as mudanças de acordes.
O boogie-woogie não é estritamente um estilo de piano solo; pode acompanhar cantores e ser apresentado em orquestras e pequenos conjuntos. Às vezes é chamado de “eight to the bar” ("oito por compasso"), pois grande parte dele é escrita em compasso comum (4/4), usando colcheias (veja assinatura de tempo). As progressões de acordes são tipicamente baseadas em I–IV–V–I (com muitas variações formais, como I/i–IV/iv–v/I, bem como acordes que conduzem a esses).
Na maioria das vezes, as músicas de boogie-woogie seguem a estrutura de doze compassos do blues, embora o estilo também tenha sido aplicado a canções populares como "Swanee River" e hinos como "Just a Closer Walk with Thee".

Linha de baixo típica do boogie-woogie:
Linha de baixo típica do boogie-woogie sobre progressão de blues de doze compassos em Sol